# Метакса, Христина
Христина Метакса (греч. Χριστίνα Μεταξά, род. 4 апреля, 1992, Лимасол, Кипр) — киприотская певица и композитор.
Участница Конкурса песни Евровидение 2009 в Москве, Россия.

## Евровидение
Христина Метакса была выбрана общественностью Кипра от 7 февраля 2009 года с песней «Firefly» («Светлячок»), чтобы представить свою страну на конкурсе песни «Евровидение 2009» в Москве, Россия. Она дошла до второго полуфинала, но выйти в финал не смогла, заняв в полуфинале 14 место, набрав 32 очка, из них 12 баллов получив от Греции.
30 мая 2010 года Христина оглашала результаты от Кипра в телемосте с Осло (Теленор Арена, пригород Берум), где 8 баллов присвоено Румынии, 10 баллов — Азербайджану, а 12 баллов — Греции.
Брат Христины, певец Николас Метаксас (род. 1988) стал вторым в греческой версии телешоу X Factor. Он является создателем и композитором выступления Христины на Евровидении.